# Чучану, Раду
Раду Чучану (рум. Radu Ciuceanu; 16 апреля 1928, Арад — 12 сентября 2022, Бухарест) — румынский профессор-историк и политик, многолетний политзаключённый, участник антикоммунистического повстанческого движения и революции 1989. Основатель Национального института изучения тоталитаризма. Видный деятель Национал-либеральной партии и партии «Великая Румыния». Депутат парламента двух каденций. Почётный член Румынской академии.

## Студент-подпольщик
Родился в семье арадской интеллигенции. Штефан Чучану, отец Раду Чучану, не только служил в королевской армии, но был потомственным историком, известным археологом, исследователем дакийских памятников, основателем Музея Олтении. С детства Раду Чучану воспитывался в духе румынского патриотизма и православия, следования национальным и семейно-родовым традициям. По характеру отличался упорством и верностью убеждениям. Окончил школу в Араде, колледж в Крайове, в 1947 поступил на медицинский факультет Бухарестского университета.
Глубоко верующий христианин, националист и антикоммунист Раду Чучану был решительным противником правящей Румынской компартии (РКП) и советской оккупации. В 1946 он примкнул к подпольной группе Национальное движение сопротивления Олтении (MNRO). Стал фактическим заместителем лидера MNRO генерала Карлаонца по оперативной части.
Раду Чучану организовывал подпольные студенческие ячейки, добывал оружие (в малых количествах и в основном советского производства), участвовал в планировании боевых акций и полевых атаках. Обладал в организации голосом наравне с лидерами-офицерами. Активно занимался агитацией: «Если работать с доярками, заговорщиков будут миллионы». Впоследствии Чучану говорил, что если бы Сталин прожил дольше, коммунистические режимы были бы свергнуты раньше — в результате военного столкновения СССР с США и Западом.
Много лет спустя Раду Чучану особо отмечал роль священников в антикоммунистическом сопротивлении, начиная с настоятеля монастыря Тисмана Герасима Иску, призывал их канонизировать. Вспоминал также поэта Серджиу Мандинеску.

## Твёрдость в заключении
В октябре 1948 Раду Чучану был арестован Секуритате. Приговорён к 15 годам заключения. Содержался в различных тюрьмах Крайовы, Герлы, Питешти, Аюда, Жилавы, в лагере на канале Дунай — Чёрное море. Участвовал в восстании заключённых крайовской тюрьмы. Подвергался жестоким пыткам и издевательствам в ходе «эксперимента перевоспитания». Сопротивлялся «активисту»-садисту Эуджену Цуркану. Стал свидетелем гибели политзаключённого Корнела Ницэ.
От Раду Чучану безуспешно добивались отказа от политических взглядов и христианской веры. Он проявил твёрдость в убеждениях. В 1951 Чучану, воспользовавшись знакомством с одним из чинов тюремной администрации, сумел передать на волю информацию о пытках в Питешти. Информация дошла до руководства МВД, получила нежелательную для властей огласку, была использована во внутрипартийной борьбе, способствовала сворачиванию «эксперимента перевоспитания» и расстрелу Цуркану.
Впоследствии Чучану рассказывал, что среди партийных заключённых больше всего было ультраправых легионеров, гораздо меньше консервативных национал-цэрэнистов и меньше всего членов Национал-либеральной партии (НЛП). Объяснял он это «мягкостью» большинства либералов, их «небойцовым» характером.

## Археолог-диссидент
В 1963 Раду Чучану был освобождён — после отбытия полного срока, без помилования или амнистии. Неожиданно для него самого, десятки людей встречали вышедшего политзаключённого на вокзале в Бухаресте. Несколько лет он был лишён права жительства и трудоустройства. С помощью брата Константина устраивался подсобником на стройках, библиотекарем в Институт сельского хозяйства, чернорабочим в Институт мелиорации. Был женат, имел сына.
В 1968 сорокалетний Раду Чучану вновь поступил в Бухарестский университет, в 1972 окончил исторический факультет. Работал научным сотрудником Института археологии Румынской академии. После административного приказа об увольнении «бывших бандитов» из академических заведений вынужден был оставить институт. Работал в Музее истории искусства. Много раз выезжал на археологические раскопки.
Раду Чучану симпатизировал «румынской оттпепели» первых лет правления Николае Чаушеску. С особенным энтузиазмом принял осуждение советской интервенции против Пражской весны. Однако он быстро рассмотрел неизменность коммунистических основ «чаушизма». Оставался непримиримым противником режима СРР. Находясь под плотным наблюдением Секуритате, Чучану восстановил связи с единомышленниками-диссидентами. Передавал на Запад критическую информацию о положении в стране. Особое внимание уделял запустению и уничтожению памятников румынской истории и культуры.

## Политик революции
В декабре 1989 Раду Чучану активно присоединился к антикоммунистической Румынской революции. Участвовал в ключевом революционном акте — взятии бухарестского телецентра. Вступил в восстановленную НЛП. В январе 1990 стал соучредителем Ассоциации бывших политических заключённых Румынии (AFDPR). С февраля по май 1990 был членом Временного совета Национального союза — органа власти под председательством Иона Илиеску.
На выборах 1990 Раду Чучану был избран в палату депутатов как представитель НЛП от жудеца Алба. Был вице-председателем палаты, инициировал закон об общественном изучении архивов Секуритате. В дальнейшем он перешёл из НЛП в более националистичную «Великую Румынию». От этой партии вновь стал депутатом парламента на выборах 2000, представлял жудец Олт. Возглавлял комиссию по расследованию злоупотреблений и коррупции.
В 2010 суд Бухареста постановил выплатить Раду Чучану 600 тысяч евро компенсации за полтора десятилетия заключения и пытки при коммунистическом режиме. Эти деньги Чучану решил направить на исторические исследования, помощь ветеранам антикоммунистического сопротивления и увековечивание памяти. Назначенную к выплате сумму считал скромной: никакие деньги не компенсируют не только пятнадцати лет, но и пятнадцати дней заключения и даже пятнадцати минут общения с Цуркану.
Раду Чучану говорил, что 70 тысяч румынских политзеков, доживших до революции, могли стать лучшими лидерами страны. Считал ошибкой предоставление власти выходцам из номенклатуры РКП, которые вновь составили . коррумпированный эксплуататорский класс. Жёстко критиковал правительственную социальную политику, игнорирование массовой бедности, пренебрежение национальными ценностями и интересами. Выступал за суровые суды над бывшими секуристами. Примирение к коммунистическим прошлым называл дьявольским искушением. Однако снисходительно относился к тем, кто под давлением шёл на сотрудничество с госбезопасностью..

## Историк и идеолог
После революции Раду Чучану вновь работал музейным научным сотрудником. Был советником министерства культуры. В 1993 основал Национальный институт изучения тоталитаризма (INST). Оставался президентом INST до конца своей жизни.
Написал и опубликовал многочисленные работы об антикоммунистическом партизанском движении в Олтении, Фэгэраше, Буковине, о положении православной церкви при коммунистическом режиме, о тюрьмах и лагерях времён диктатуры. Собрал 150 томов исследований, выпустил 100 номеров исторического журнала Arhivele Totalitarismului — Архив тоталитаризма. Инициировал проект Panteonul Național — Национальный Пантеон: защита румынской идентичности в архитектуре. Издал шеститомные мемуары о партизанском и тюремном сопротивлении, ставшие общественным событием.
В 1998 Раду Чучану стал профессором и доктором исторических наук. С 2019 — почётный член Румынской академии. В 2003 награждён орденом «За верную службу», в 2017 получил церковную награду Патриарший крест.
На девятом-десятом десятке Раду Чучану характеризовался как «вечно молодой» и «лишённый старости». При этом он отмечал поколенческий разрыв, несклонность молодёжи к историческому мышлению и чтению. Будущее Румынии видел на путях христианской веры, «строгой ассоциативной идеологии», приоритета духовности над богатством.
Скончался Раду Чучану в возрасте 94 лет. В многочисленных некрологах характеризовался как выдающийся учёный, несгибаемый борец, убеждённый патриот.